# Вісім Безсмертних

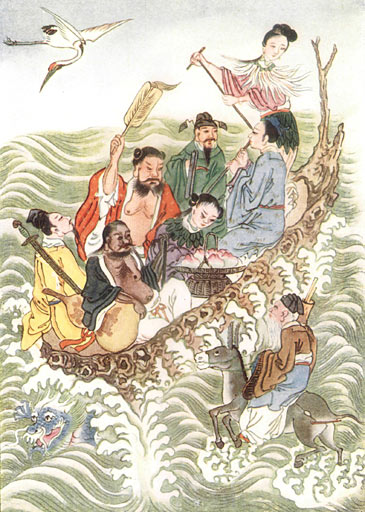
Вісім Безсмертних перепливають море. За годинниковою стрілкою від корми: Хе Сяньгу, Хань Сян-цзи, Лань Цайхе, Лі Тегуай, Люй Дунбінь, Чжунлі Цюань, Цао Гоцзю, зовні Чжан Голао.

Вісім Безсмертних (кит.: 八仙,Ba xian) — вісім святих даоського пантеону. Вісім безсмертних часто змальовуються на картинах як в храмах, так і в суспільних місцях, ресторанах і трактирах, що перетинають море на човні.

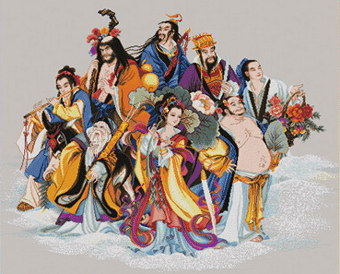
Вісім Безсмертних

1. Люй Дунбінь (кит.: 呂洞賓): Знаменитий даоський патріарх, змальовується з магічним мечем, є також покровителем літератури і перукарів.
2. Лі Теґуай (кит.: 李鐵拐): Лікар і учений, змальовується з чарівною тиквою і залізним костуром; захисник хворих, покровитель магів і астрологів.
3. Чжунлі Цюань (кит.: 鐘離權): Покровитель солдатів. Змальовується з опахалом і є володарем елексира безсмертя.
4. Хань Сян-цзи (кит.: 韓湘子): Відомий як племінник ученого Хань Юя часів династії Тан. Грає на флейті. Покровитель музикантів.
5. Цао Ґоцзю (кит.: 曹國舅): Відомий як представник правлячого клану часів династії Сун. Змальовується з кастаньєтами і з нефритовою дощечкою, що дає право входити в імператорський двір. Покровитель акторів і мімів.
6. Чжан Ґолао (кит.: 張果老): Є чарівником, його малюють з бамбуковим барабаном і мулом. Покровитель людей похилого віку.
7. Лань Цайхе (кит.: 藍采和): Змальовується як жінка або як чоловік з кошиком квітів. Покровитель(ка) торговців квітами і садівників.
8. Хе Сяньґу (кит.: 何仙姑): Жінка з квіткою лотоса або кошиком квітів і з флейтою з персикового дерева. Покровителька домогосподарок.

На згадку «восьми безсмертних» у англійській мові виробився вислів що позначає вісім впливових політиків КПК 80-90-х років 20 ст., Вісім безсмертних (англ. Eight Elders).